# Bulqiza
Bulqiza (albanisch auch Bulqizë) ist eine kleine Stadt in Ostalbanien. Zudem wird auch das Tal, in dem der Ort liegt, so bezeichnet. Auch einige Dörfer in der näheren Umgebung haben Bulqiza als Namenszusatz. Die Stadt hat 7875 Einwohner (2023).
2015 wurde Bulqiza mit den anderen Gemeinden des Kreises Bulqiza zusammengelegt wurde. Die neue Gemeinde hat 26.826 Einwohner (2023).

## Bevölkerung und Gesellschaft
In den letzten Jahren ist die Einwohnerzahl wie in vielen anderen ländlichen Gebieten Albaniens deutlich zurückgegangen. Die Bevölkerung ist mehrheitlich muslimisch, ein Großteil zählt sich zu den Bektaschi. In dieser Gemeinde befindet sich die mittelalterliche Tekke von Peshku.
Im Osten der Gemeinde an der Grenze zu Nordmazedonien leben slawischsprachige Mazedonier.
In der Stadt Bulqiza gibt es zwei Primar- und eine Mittelschule.

## Geographie

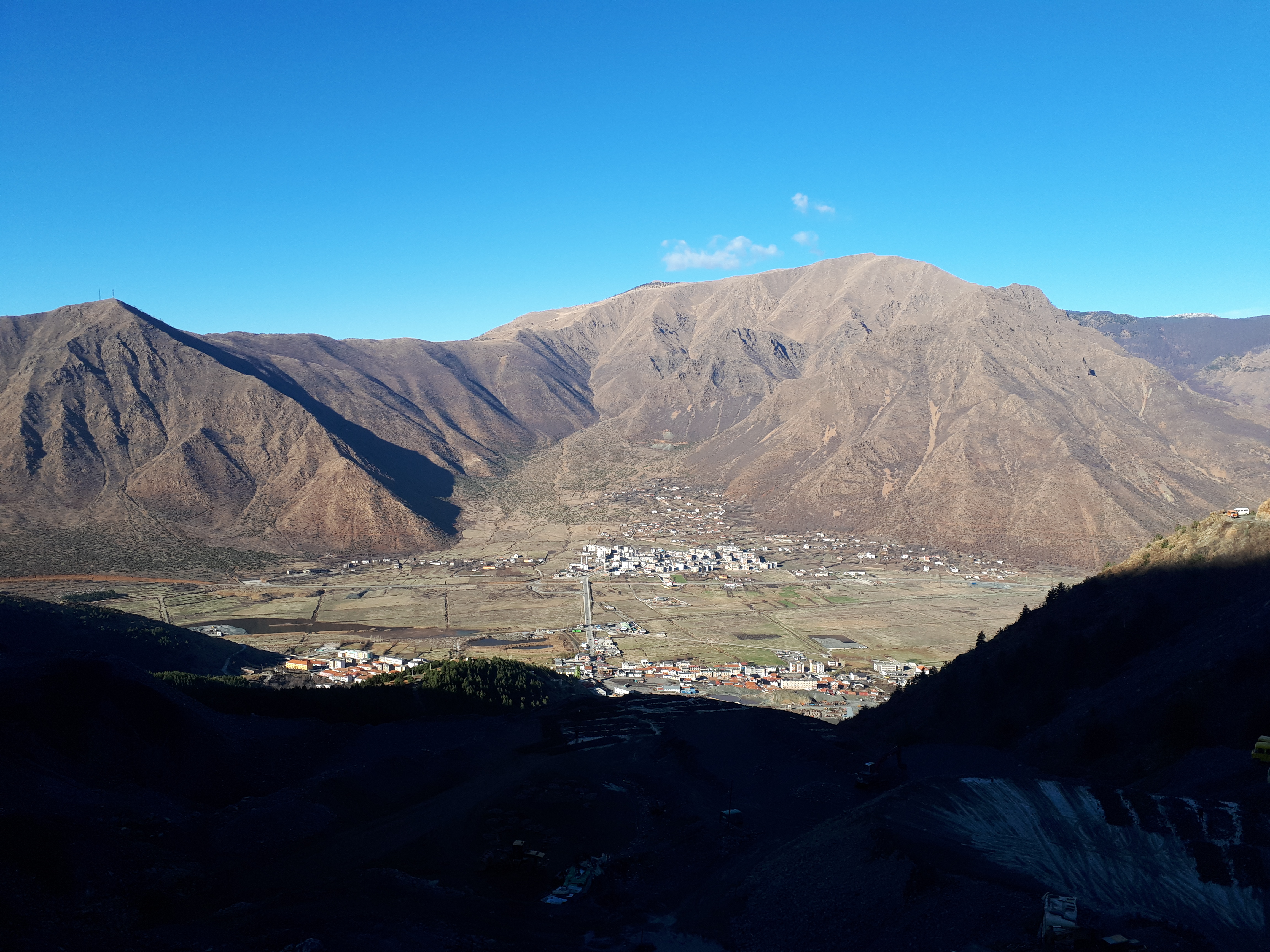
Bluqiza von Süden mit dem alten Stadtteil im Vordergrund und dem neuen Teil am anderen Ende der Ebene, darüber die Maja e Kreshtës

Der Ort liegt an der SH6, die von der Küstenebene bei Milot über Burrel nach Peshkopia führt, und auf rund 740 m ü. A. am Ende eines tiefen Tals, dessen Boden breit und flach ist. Dies ermöglicht die Entstehung eines Hochmoors und einiger kleiner Seen. Wenige Kilometer westlich von Bulqiza endet das Tal am 842 m ü. A. hohen Pass Qafa e Buallit. Über der Stadt erhebt sich der südlich gelegene Berg Maja e Dhoksit (2020 m ü. A.), im Norden die Maja e Kreshtës (2100 m ü. A.).

Die Siedlungsflächen der Stadt beschränken sich auf verschiedene Quartiere zu beiden Seiten des Tals, die durch die Feuchtgebiete in der Talmitte getrennt werden. Der alte Stadtteil an der Südseite ist das Zentrum des Orts. Der neue Stadtteil auf der Nordseite, rund ein Kilometer entfernt, wurde in den 1980er Jahren als Schlafstadt erbaut, da nach den Bergbauaktivitäten Häuser einzustürzen drohten.
Das Gebiet der Bashkia (Gemeinde) Bulqiza war bis 2015, als während einer Territorialreform größere Gemeinden gebildet wurden, in die folgenden Gemeinden gegliedert:
| Name          | Einwohner 2023 | Einwohner 2011 | Gemeindeart |
| ------------- | -------------- | -------------- | ----------- |
| Bulqiza       | 7.875          | 8.177          | Bashkia     |
| Fushë-Bulqiza | 2.943          | 3.342          | Komuna      |
| Gjorica       | 3.100          | 4.214          | Komuna      |
| Martanesh     | 1.339          | 1.836          | Komuna      |
| Ostren        | 2.762          | 3.034          | Komuna      |
| Shupenza      | 4.593          | 5.503          | Komuna      |
| Trebisht      | 1.085          | 993            | Komuna      |
| Zerqan        | 3.129          | 4.111          | Komuna      |

Fushë-Bulqiza liegt etwas östlicher im Tal. Weiter unten folgt Zerqan auf der südlichen Talseite. Am Ende des Tals liegt Shupenza auf der nordwestlichen Flussseite. Auf der gegenüberliegenden Flussseite liegt Gjorica. Ostren liegt weiter südlich in Richtung Librazhd. Östlich davon liegt zwischen der Grenze zu Nordmazedonien Trebisht. Die Region Martanesh liegt südwestlich von Bulqiza jenseits des Qafa e Buallit im Süden des Mat-Tals.
Die Gemeinde verzeichnete von 2011 bis 2023 einen Bevölkerungsrückgang von 14 %.

## Geschichte
Der Name Bulqiza wurde im Jahr 1467 erstmals schriftlich erwähnt.
1948 wurde in Bulqiza Chrom entdeckt. Schon zwei Jahre später begann man mit sowjetischer Hilfe mit dem Abbau. Erst dadurch entstand aus einem kleinen Dorf eine Stadt, in der auch eine Fabrik zur Zerkleinerung des Erzes errichtet wurde.

## Wirtschaft

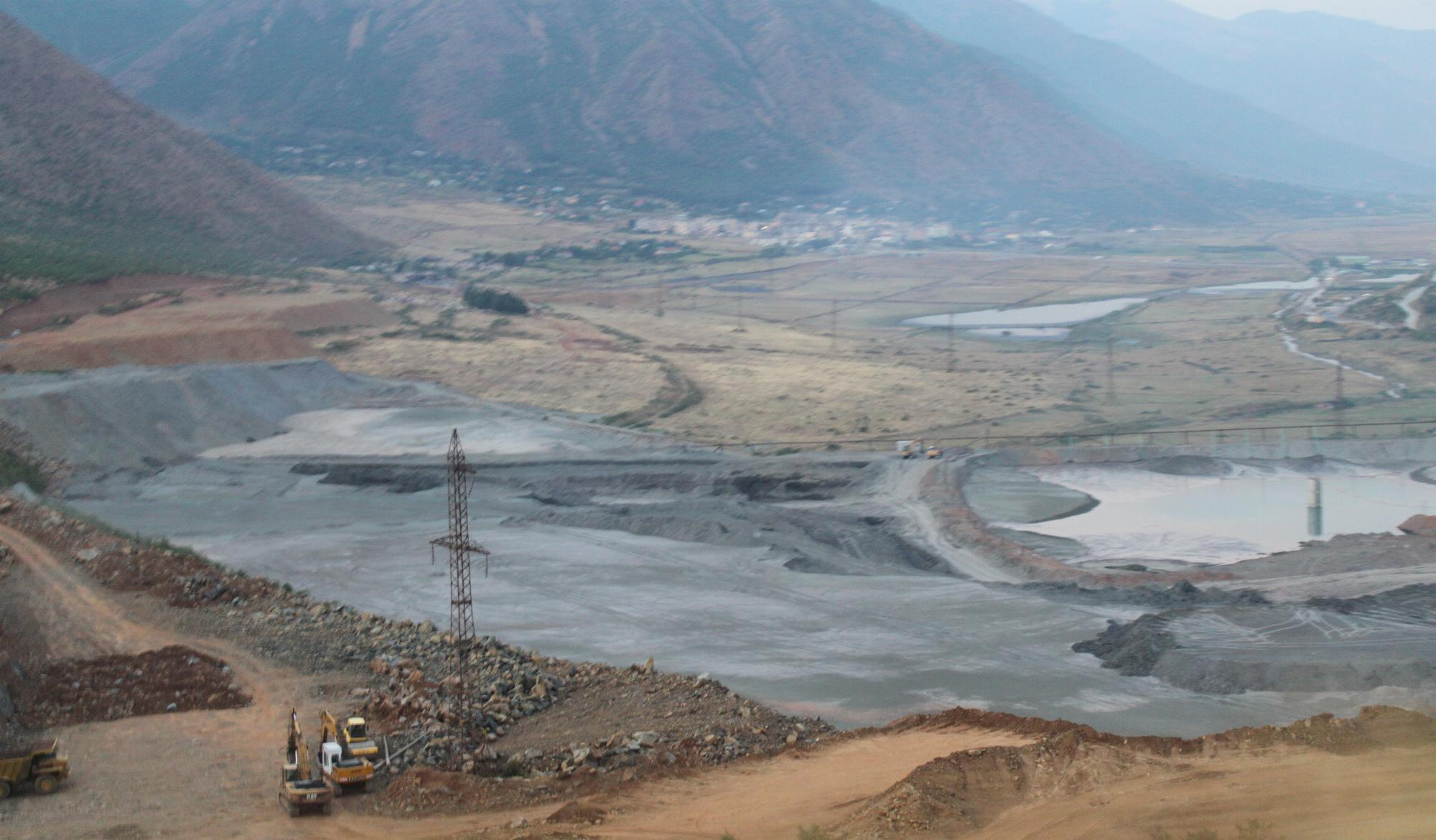
Abraumhalden eines Bergwerks am Ortsrand, im Hintergrund der neue Ortsteil

Die Bergwerke von Bulqiza gelten als größte Albaniens. Trotzdem ist die Produktion nach dem Ende des kommunistischen Regimes 1991 eingebrochen und ein Großteil der Beschäftigten musste entlassen werden. Ende August 2007 wurde die Hauptmine von den Behörden vorübergehend geschlossen, nachdem innerhalb von zwei Monaten vier Arbeiter ihr Leben bei der Arbeit verloren hatten.
Heute wird um Bulqiza in vielen kleinen Bergwerken mit oft einfachsten Mitteln Chrom abgebaut, wobei es immer wieder zu Unfällen und Todesfällen kommt. Das große Bergwerk von Bulqiza wechselte in den letzten Jahren immer wieder den Besitzer. 2007 übernahm die österreichisch-russische Bergbaufirma DCM die Hauptmine von einer italienischen Firma. Daneben war in und um Bulqiza vorübergehend noch ein kanadisches Bergbauunternehmen tätig. 2013 musste DCM wegen schlechten Geschäftgangs aber an den albanischen Konzern Balfin Group von Samir Mane verkaufen. Balfin erklärt, man habe rund US$ 67 Millionen in die Mine investiert. Im Januar 2022 wurde AlbChrome an die türkische Yılmaden Holding verkauft.
Immer wieder wurden die unzulänglichen Arbeitsbedingungen und geringen Löhnen bei AlbChrome in Demonstrationen und Streiks. Mehrmals jährlich kommt es zu tödlichen Arbeitsunfällen. Bei Protesten wurde zum Boykott von Handelsunternehmen der Balfin Group aufgerufen.
Während früher 6000 Personen im Bergbau in Bulqiza tätig waren, waren 2022 nur noch – oder wieder – rund 1100 Personen bei Albchrome beschäftigt. 2008 wurde die Gesamtzahl der Bergleute im Kreis Dibra mit rund 1100 Personen angegeben, die Mehrheit davon in und um Bulqiza.
Durch den Bau der Rruga e Arbërit wurde die Stadt besser an die Hauptstadtregion und den Hafen Durrës angebunden, was auch den Abtransport des Chromerzes erleichtert.

## Politik

Wapen der Bashkia Bulqiza

Bei den Wahlen 2019 wurde Lefter Alla (Partia Socialiste e Shqipërisë) zum Bürgermeister der Bashkia von Bulqiza. Der Bashkia-Rat hat 21 Mitglieder.

## Söhne und Töchter der Stadt
- Fatmir Doga (* 1967), albanisch-kanadischer Regisseur
- Luiza Gega (* 1988), Leichtathletin